# Formosatettix mufushanensis
Formosatettix mufushanensis är en insektsart som beskrevs av Zheng, Z. och Yulin Zhong 2005. Formosatettix mufushanensis ingår i släktet Formosatettix och familjen torngräshoppor. Inga underarter finns listade i Catalogue of Life.